# Tatiana Zatoulovskaïa
Tatiana Iakovlevna Zatoulovskaïa (hébreu : טטיאנה זטולובסקיה, russe : Татьяна Яковлевна Затуловская), née le 8 décembre 1935 à Bakou (RSS d'Azerbaïdjan) et morte le 2 juillet 2017 à Ashkelon, est une joueuse d'échecs israélienne d'origine soviétique.

## Carrière
Tatiana Zatoulovskaïa a remporté le championnat d'échecs d'URSS féminin à trois reprises, en 1960, 1962 et 1963.
En 1961, la Fédération internationale des échecs lui octroie le titre de maître international féminin. En 1976 elle devient grand maître international féminin lorsque le titre est créé.

### Tournois des candidates
Dans les années 1960 et 1970 elle s'est qualifiée régulièrement aux tournois interzonaux et au tournoi des candidates pour le championnat du monde d'échecs féminin.
Lors du tournoi des candidates de 1964 à Soukhoumi, elle finit première ex æquo, puis troisième du tournoi de départage avec Alla Kouchnir et Milunka Lazarević et ce fut Kouchnir qui disputa la finale du championnat du monde d'échecs féminin de 1965 contre Nona Gaprindachvili.
Lors du tournoi des candidates de 1967, elle finit deuxième ex æquo. En 1971, elle est deuxième ex æquo du tournoi interzonal féminin de Ohrid, puis éliminée par Alla Kouchnir lors des matchs des candidates.
En 1973, elle finit à la cinquième place ex æquo du tournoi interzonal féminin. En 1976, elle est sixième du tournoi interzonal et huitième ex æquo en 1979.

### Olympiades
Elle représente victorieusement l'URSS aux Olympiades d'échecs féminines en 1963 et 1966. En 1966, elle remporte la médaille d'or à l'échiquier de réserve avec un score presque parfait : 8,5 points sur 9 (+8 =1).

### Fin de carrière
En 1993, elle remporte le championnat du monde des vétérans féminin avec 10/11 (+9 -0 =2). Elle remporte de nouveau le titre en 1997.
En 2000, elle émigre en Israël et elle représente son pays d'accueil à l'Olympiade féminine de 2002.